# Джамшедпур (футбольний клуб)
ФК «Джамшедпур» (англ. Jamshedpur Football Club) — індійський футбольний клуб з однойменного міста штату Джхаркханд, заснований у 2017 році. Виступає в Суперлізі. Домашні матчі приймає на стадіоні «Тата Спортс Комплекс», місткістю 24 424 глядачі.